# Ботанічний сад Університету Павла Йозефа Шафарика в Кошицях
Ботанічний сад Університету Павла Йозефа Шафарика в Кошицях (словац. Botanická záhrada UPJŠ Košice) — ботанічний сад у Кошицях (Словаччина). Заснований 1950 року.

## Опис
Площа ботанічного саду складає 30 гектарів. У оранжереях загальною площею 3500 квадратних метрів вирощуються тропічні і субтропічні рослини, у тому числі орхідеї, сукуленти і кактуси, ароїдні і бромелієві рослини.
Декоративні рослини займають 4 гектара, ще 4 гектари займає колекція вищих рослин, а дендрарій — три чверті ботанічного саду. Значна частка дендрарію є природним лісом східної частини Словацьких Рудних гір.
Загалом у ботанічній колекції саду налічується майже 4000 видів рослин, за цим показником ботанічний сад є одним з найкращих у Центральній Європі.
Колекція кактусів і сукулентів налічує близько 1200 рослин (у тому числі і рідкісних видів), це найбільша колекція кактусів на території колишньої Чехословаччини.
У освітній діяльності ботанічний сад забезпечує практичні заняття студентів за напрямками біологія, екологія, екологія рослин та охорона довкілля.